# Quasag
Quasag là chuẩn tinh không chứa nguồn bức xạ vô tuyến. Tên gọi này có từ thuật ngữ tiếng Anh: quasistellar galaxy, nghĩa là: các thiên hà giống sao, viết tắt: QSG. Năm 1965, nhà thiên văn học người Hoa Kỳ Allan Rex Sandage phát hiện ra QSG do thiên thể này có những biểu hiện giống như các ngôi sao và tổng bức xạ màu lam xuất hiện do bức xạ cực tím dư thừa với cường độ cao, mà đó là biểu hiện đặc trưng cho các chuẩn tinh. Mật độ của quasag cao gấp 50 đến 100 lần so với mật độ phân bố trong không gian của các chuẩn tinh mang nguồn vô tuyến. Ví dụ: quasag CQ Comae có dịch chuyển đỏ z = 0,165, cấp sao biểu kiến biến đổi từ 14,7 đến 16,1m .